# Lago Friedberger Bagger
El lago Friedberger Bagger (en alemán: Friedberger Baggersee) es un lago situado en la región administrativa de Suabia, en el estado de Baviera (Alemania), a una elevación de 480 metros; tiene un área de 18 hectáreas. 